# Alex McGregor (actrice)
Pour les articles homonymes, voir Alex McGregor.
Alex McGregor est une actrice sud-africaine née au Cap le 7 juin 1993,.

## Filmographie

### Cinéma
- 2010 : Spud : Christine
- 2013 : House Party: Tonight's the Night : Morgan
- 2014 : Young Ones : Sooz
- 2014 : Impunity : Echo
- 2015 : The Gamechangers : Bridjet
- 2017 : La Tour sombre : Susan Delgado

### Télévision
- 2005 : Charlie Jade : Gemma jeune
- 2016 : Of Kings and Prophets : Sarah
- 2017 : Blood Drive : Karma D'Argento
- 2020 : Vagrant Queen : Amae Rali